# المملكة الكرواتية السلافونية
المملكة الكراوتية السلافونية (الكرواتية: Kraljevina Hrvatska i Slavonija)؛ (المجرية: Horvát-Szlavón Királyság)؛ (بالألمانية: Königreich Kroatien und Slawonien) كانت مملكة مستقلة اسميًا داخل الإمبراطورية النمساوية المجرية، تأسست في 1868 باندماج مملكتي كرواتيا وسلافونيا بعد التسوية المجرية الكرواتية، كانت مرتبطة بمملكة المجر داخل الدولة المزدوجة النمساوية المجرية، داخل أراضي تاج سانت ستيفن. المملكة كان يحكمها إمبراطور النمسا (بالألمانية: Kaiser und König) من عائلة هابسبورغ بلقبه «ملك كرواتيا وسلافونيا». نائب الملك المعين هو بان كرواتيا وسلافونيا. مع أن المملكة كانت تحت سيادة تاج سانت ستيفن، فقد احتفظت بمستوى ملحوظ من الحكم الذاتي، ففي 1918 أعلن المملكة استقلالها وتحولت إلى دولة السلوفينيين والكروات والصرب.

## معرض صور

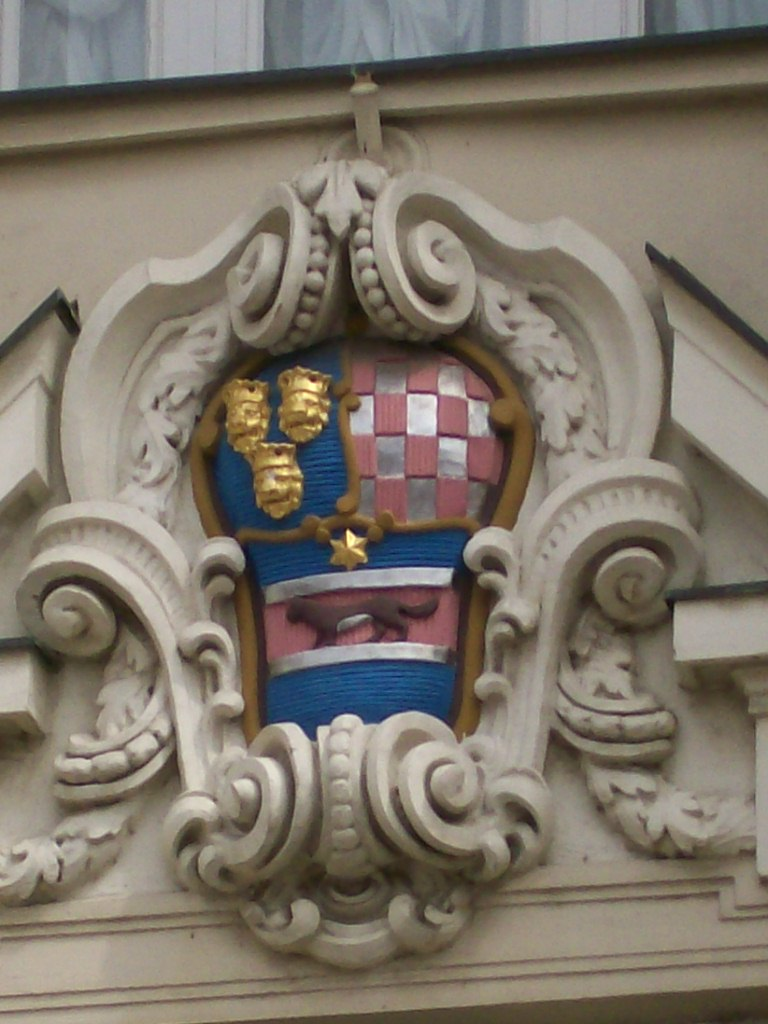
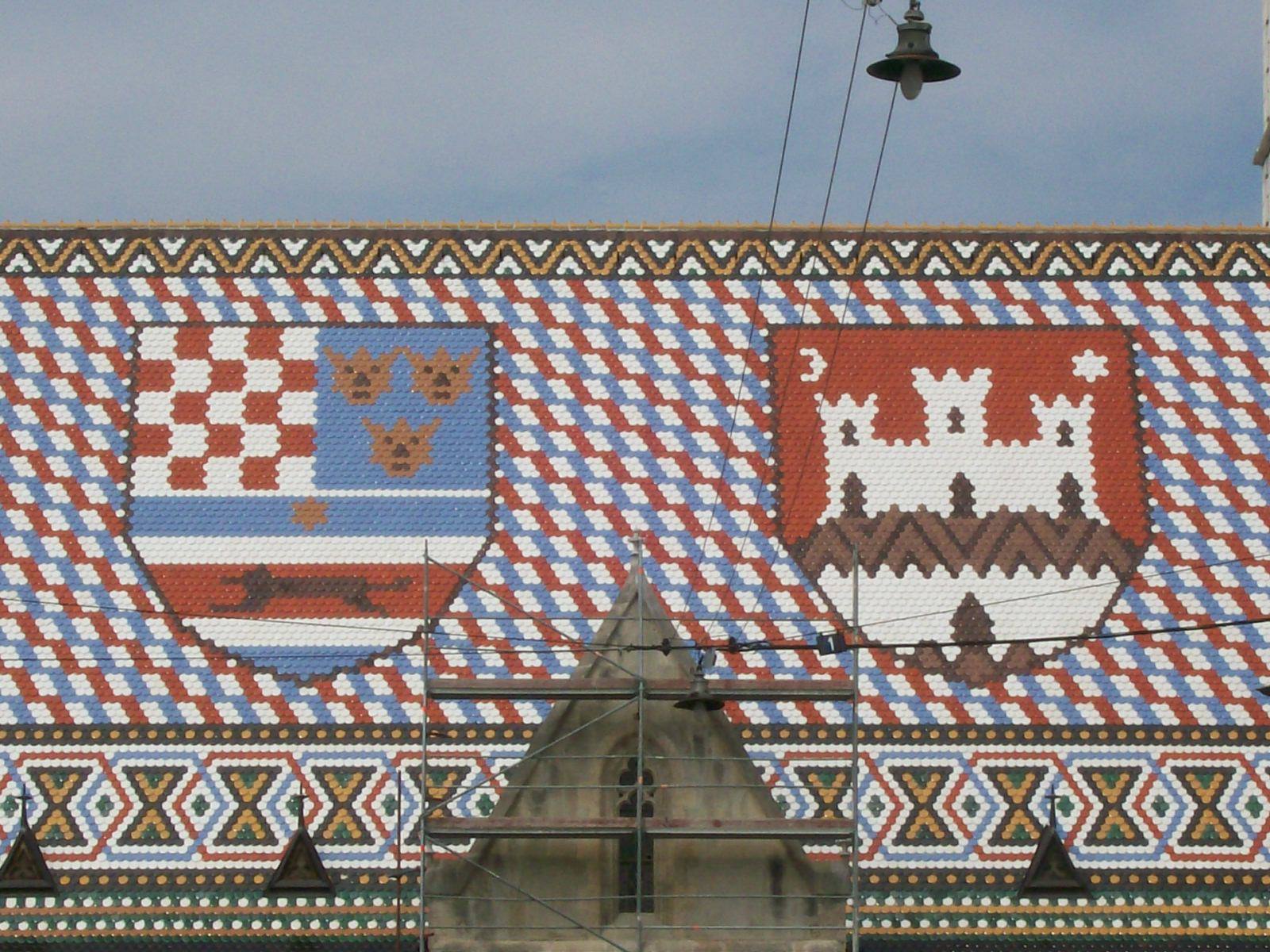

### عامة
- مارك بيونديتش (2000). Stjepan Radić, the Croat Peasant Party, and the Politics of Mass Mobilization (بالإنجليزية). مطبعة جامعة تورونتو. ISBN:0-8020-8294-7. Archived from the original on 2019-11-29.

### خاصة
1. ↑  بيونديتش 2000 صفحة 9
2. ↑  ماركوس تانر (2001). Croatia: A Nation Forged in War (بالإنجليزية). مطبعة جامعة ييل. p. 99. ISBN:0-300-09125-7. Archived from the original on 2020-04-16.
3. ↑  دراغوتين بافليشيفيتش; ناكلادا بافيتشتش (2007). "Hrvatsko-ugarske nagodbe u Hrvatskoj je u službenoj uporabi samo hrvatski jezik" (بالكراوتية). زغرب: 273. ISBN:978-953-6308-71-2. {{استشهاد بدورية محكمة}}: الاستشهاد بدورية محكمة يطلب |دورية محكمة= (help)صيانة الاستشهاد: لغة غير مدعومة (link)
4. ↑  "56. In the whole territory of Croatia-Slavonia the Croatian language is the language alike of the Legislature, the Administration and the Judicature. 57. Inside the frontiers of Croatia-Slavonia the Croatian language is prescribed as the official language for the organs of the Joint Government also.". The Southern Slav Question and the Habsburg Monarchy (بالإنجليزية). لندن: كونستابل وشركاه. 1911. p. 371. ISBN:0-7222-2328-5. Archived from the original on 2012-02-10.
5. ↑  جوزيف روتشيلد (1974). East Central Europe Between the Two World Wars (بالإنجليزية) (الثالثة ed.). مطبعة جامعة واشنطن. p. 155. ISBN:0-295-95357-8. Archived from the original on 2020-02-24.
6. ↑  بيونديتش 2000 صفحة 15